# Wilhelm Bucki
Wilhelm Bucki – Bucius (ur. 1585, zm. 24 grudnia 1643 w Wilnie) – jezuita, z pochodzenia Łotysz,  kompozytor czasów Zygmunta III Wazy pochodzący z Inflant. Wstąpił do nowicjatu jezuickiego w Wilnie ok. 1601. W drukarni uniwersyteckiej drukował w języku łotewskim katechizm, liturgię, pieśni i hymny kościelne.  